# Murago (vattendrag i Burundi, Muramvya)
Murago är ett vattendrag i Burundi.   Det ligger i provinsen Muramvya, i den centrala delen av landet, 30 km öster om huvudstaden Bujumbura.
Omgivningarna runt Murago är en mosaik av jordbruksmark och naturlig växtlighet. Runt Murago är det tätbefolkat, med 383 invånare per kvadratkilometer.